# Saint-Martin (fête suisse)
Pour les articles homonymes, voir Saint-Martin (fête), Saint-Martin et Foire Saint-Martin.
La fête de la Saint-Martin en Suisse est généralement célébrée le 11 novembre. Celle-ci est principalement célébrée dans la région de l'Ajoie (canton du Jura) mais également dans d'autres cantons romands de diverses façons.

## Canton du Jura
Dans le canton du Jura, plus précisément dans la région de l'Ajoie, la Saint-Martin est une vieille tradition perpétuée chaque année lors du deuxième dimanche après la Toussaint (mi-novembre). Il s'agit d'une fête de la table qui célèbre la fin des travaux dans les champs et dont les nombreux plats sont essentiellement à base de cochon. 
Dans la tradition paysanne, le jour de la Saint-Martin (11 novembre) représente la fin du cycle agricole annuel. C'est à cette date que se paient les baux ruraux et que se règlent les dettes. Toutes les récoltes sont rentrées, et les porcs sont gras. Mais la mauvaise saison qui s'annonce va rendre difficile leur nourrissage : on n'avait autrefois guère de réserves, point de restes de repas, ni de petit-lait en hiver : c'est donc le temps de tuer ce cochon. Mais si une partie peut être conservée par salaison, séchage et fumage, diverses parties de l'animal demandent à être consommées tout de suite faute de moyens de conservation. De là vient le pantagruélique menu de la Saint-Martin. Il est composé des plats suivants :
- le bouillon aux petits légumes (parfois accompagné d'une tranche de bouilli, mais dans ce cas, après le boudin) ;
- la gelée de ménage (sorte d'aspic avec de la viande) ;
- le boudin à la crème, accompagné de compote de pommes, d'une salade de racines rouges et de rösti ;
- les grillades, atriaux et rôti, accompagnés de rösti ;
- le rôti, généralement avec une salade verte ;
- la choucroute garnie de jambon, porc frais, saucisse fumée d'Ajoie et accompagnée de pommes de terre ;
- l'eau-de-vie de damassine ;
- la crème brûlée ;
- le totché, un gâteau à la crème épaisse, plutôt salé ;
- les striflates (chtriflates, schtriflattes), sortes de beignets en forme d'escargots qu'on mange avec de la crème à la vanille.

La tradition permet également de prendre au milieu du repas, avant la choucroute, un petit verre d'eau-de-vie de damassine.
Une semaine plus tard a lieu le revira ou revirat, sorte de seconde Saint-Martin, où l'on peut déguster une nouvelle fois le menu complet.

## Canton de Vaud

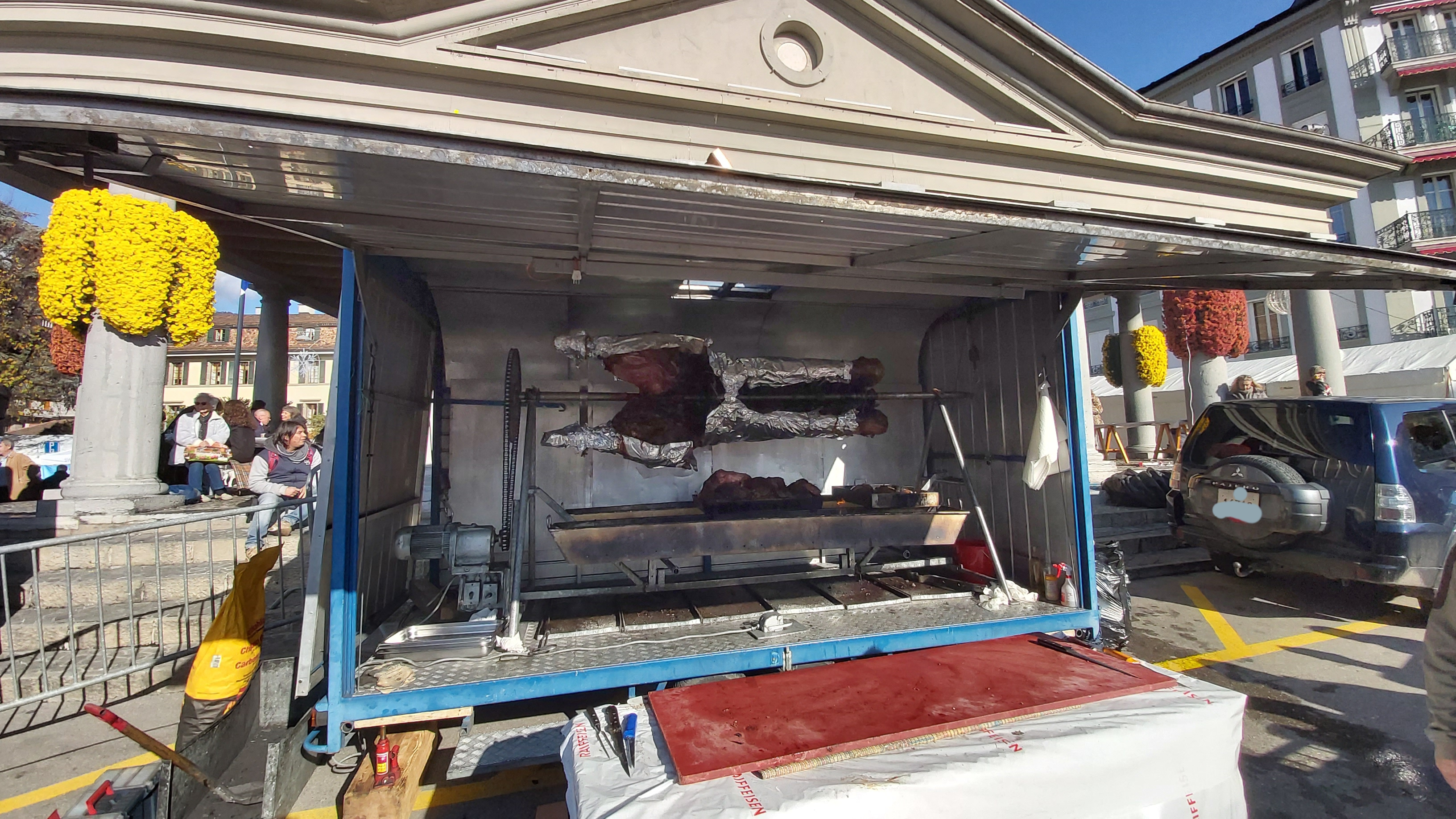
Bœuf de la 550e St-Martin (2019)

Saint-Martin est le patron de la ville de Vevey qu'il aurait traversée lors de ses périples. Une foire annuelle d'automne a lieu le mardi le plus proche du 11 novembre, jours de sa fête dans le calendrier catholique. Cette foire est la dernière des quatre foires instituées pour la ville par le duc de Savoie Amédée IX en 1470. La foire offrait à tous les riverains lémaniques, la possibilité d’être commerçant d’un jour, libéré de toute taxe, privilège particulier accordé par le seigneur.

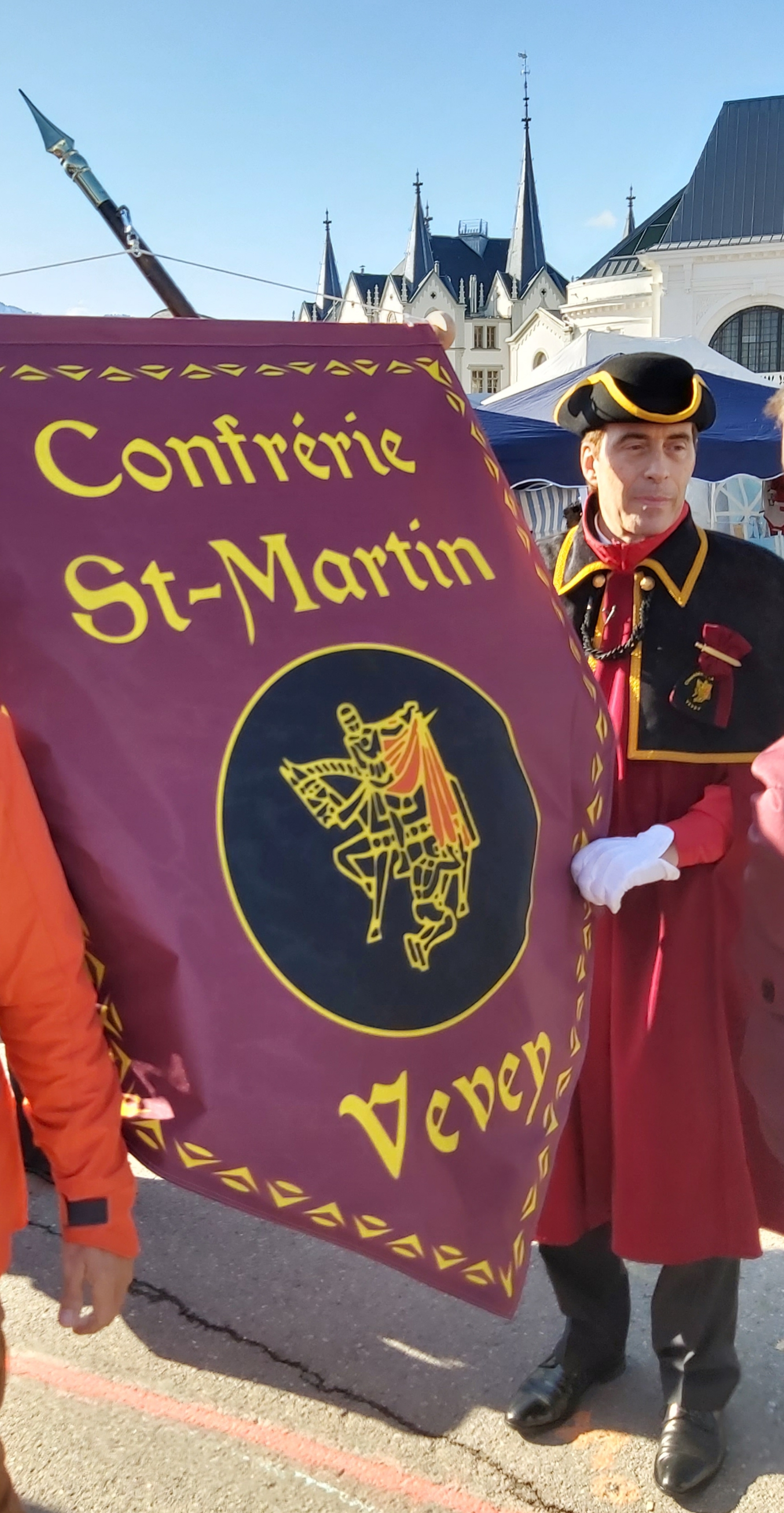
Bannière de la Confrérie St-Martin de Vevey

## Canton de Fribourg
Le village de Saint-Martin célèbre la fête traditionnelle de la bénichon le dimanche le plus proche du 11 novembre date de la fête catholique de Saint-Martin.

## Canton de Genève
Depuis 1995, le village de Peissy, dans le canton de Genève, fête la Saint-Martin tous les ans le samedi le plus proche du 11 novembre, célébrant la fin des vendanges. Diverses animations incluent la promotion des vins des caves et domaines viticoles de Peissy, de la restauration locale, et des feux d'artifice. On y procède également au « tir des boîtes », qui est aussi organisé par le hameau de Choully depuis le début du XIXe siècle. Les boîtes sont des masses de fonte tronconiques contenant de la poudre noire qui détone.